# Běleč (Boêmia Central)
Běleč (Boemia centrale) é uma comuna checa localizada na região da Boêmia Central, distrito de Kladno.